# Sebastian Sigler

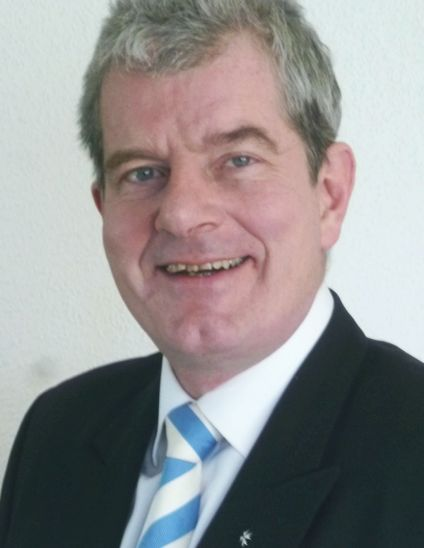
Sebastian Sigler (2014)

Sebastian Sigler (* 25. April 1964 in Bielefeld) ist ein deutscher Historiker und Journalist.

## Leben
Siglers Vater war für die von Bodelschwinghschen Stiftungen Bethel tätig, seine Mutter, Absolventin der Hochschule für Musik Detmold und Geigenbaumeisterin, wirkte als Kirchenmusikerin und Cellolehrerin. Sein jüngerer Bruder ist der Münsteraner Pädiater Matthias Sigler. Als Schüler am Ratsgymnasium Bielefeld begann er für Zeitungen zu schreiben. Nach dem Abitur studierte er ab 1983 an der Universität Bielefeld, der Ludwig-Maximilians-Universität München und der Universität zu Köln Mediävistik, Neuere Geschichte, Literaturwissenschaft und Kunstgeschichte. 1989 erlangte er den Magister Artium. Danach war er für die Sendung Studio 1 des ZDF tätig. Anfang 1991 wechselte er zum Bayerischen Fernsehen. Ab 1993 arbeitete er für das ARD-Magazin Report aus München, ab 1996 für Focus TV, Sat.1 und Printmedien. Mit Hans Kammerlander drehte er im Jahr 2000 einen Dokumentarfilm in Pakistan für Radiotelevisione Italiana und den Österreichischen Rundfunk. Bei Odilo Engels schrieb er seine Doktorarbeit über Anselm von Havelberg. 2005 wurde er in Köln zum Dr. phil. promoviert. Mehrere Jahre schrieb er für die Tageszeitung Die Welt und das Monatsmagazin Cicero. Von 2013 bis 2018 war er Chefredakteur der Börsen- und Finanzzeitschrift Börse am Sonntag. Von 2015 bis 2019 betreute er die Webauftritte des Debattenmagazins The European. Seit 2017 schreibt er für die Zeitung für kommunale Wirtschaft (ZfK), 2018 bis 2019 war er für Tichys Einblick tätig. 2021 betreute er die Redaktion eines Buches über die Debatte um Restitutionen an das Haus Hohenzollern.
In München war er von 1988 bis 2017 für den Chrysanthemenball tätig, ab 2003 auch in verschiedenen verantwortlichen Positionen. 1997 gehörte er zu den Gründern eines Jugendlagers der Johanniter-Unfallhilfe, das behinderten Kindern und Jugendlichen (und ihren Familien) eine Freiwoche ermöglicht. Es hat bereits elf Filiationen in ganz Mitteleuropa. Sigler ist seit 1998 Ehrenritter und seit 2023 Rechtsritter des Johanniterordens. Von 1992 bis 2017 war er Mitglied des Corps Bavaria München. Seit Anfang 2017 gehört er dem Corps Masovia Königsberg zu Potsdam an, seit 2022 dem Corps Guestphalia Halle. 2004–2007 war er stellvertretender Vorsitzender des Verbandes Alter Corpsstudenten. Seit 2009 ist er Vorsitzender des Arbeitskreises der Studentenhistoriker. Der Verband Alter Corpsstudenten verlieh ihm 2013 die Silberschale. Seit einigen Jahren untersucht er die biographischen Verknüpfungen der Widerstandskämpfer gegen den Nationalsozialismus. Der Convent Deutscher Akademikerverbände wählte ihn 2019 zum 2. Vorsitzenden.

## Publikationen
- Bittere Bilanz. Nordrhein-Westfalen im Griff der SPD. Kommunal-Verlag, Bonn 1995, ISBN 3-87433-081-8.
- Anselm von Havelberg – Beiträge zum Lebensbild eines Politikers, Theologen und königlichen Gesandten im 12. Jahrhundert. Shaker-Verlag, Aachen 2005, ISBN 978-3-8322-3916-9.
- Aufgewachsen in Bielefeld in den 60er und 70er Jahren. Wartberg-Verlag, Gudensberg-Gleichen 2008, ISBN 978-3-8313-1864-3.
- Alfred Herrhausen – Corpsstudent und Vorbild. Einst und Jetzt, Jahrbuch des Vereins für corpsstudentische Geschichtsforschung, Bd. 54 (2009), S. 483–504.
- Agrarboden – Investition mit Zukunft. Shaker, Aachen 2010, ISBN 978-3-8322-9181-5.
- Der verlassene Widerstand – Korporierte in der Zeit des Nationalsozialismus, in: R. Prescher (Hrsg.), Füxe, Kneipen und Couleur. Studentenverbindungen in Vergangenheit und Gegenwart, Akadpress, Essen 2011, ISBN 978-3-939413-19-6, S. 67–96.
- Potthast, Pils und Pumpernickel. Ostwestfalen-Lippe in Geschichten und Bildern. Wartberg-Verlag, Gudensberg-Gleichen 2011, ISBN 978-3-8313-2150-6.
- Hans Koch – ein deutsches Schicksal im Widerstand. Einst und Jetzt, Bd. 57 (2012), S. 339–350, s. auch in: S. Sigler (Hrsg.): Corpsstudenten im Widerstand gegen Hitler. Duncker & Humblot, Berlin 2015, ISBN 978-3-428-14498-3, S. 45–56.
- Eduard Brücklmeier – Netzwerker gegen Hitler, in: S. Sigler (Hrsg.): Corpsstudenten im Widerstand gegen Hitler. Duncker & Humblot, Berlin 2015, ISBN 978-3-428-14498-3, S. 91–114.
- Franz Böhm – Wissenschaftler, Widerstandskämpfer, Wirtschaftsfachmann, in: H. Kleinfeld, H. Lönnecker, K. Gerstein, P. Krause (Hrsg.): GDS-Archiv für Hochschul- und Studentengeschichte. Band 10, Essen 2014, ISBN 978-3-939413-10-3, S. 171–186.
- Franz Böhm – wie einer der Väter der sozialen Marktwirtschaft der Gestapo entkam, in: S. Sigler (Hrsg.): Corpsstudenten im Widerstand gegen Hitler. Duncker & Humblot, Berlin 2015, ISBN 978-3-428-14498-3, S. 229–248.
- Denken und Handeln für Wahrheit und Freiheit – das Lebenswerk Walter Euckens, in: S. Sigler (Hrsg.): Corpsstudenten im Widerstand gegen Hitler. Duncker & Humblot, Berlin 2015, ISBN 978-3-428-14498-3, S. 249–268.
- mit Klaus Gerstein: Der einsame Weg des Kurt Gerstein, in: S. Sigler (Hrsg.): Corpsstudenten im Widerstand gegen Hitler. Duncker & Humblot, Berlin 2015, ISBN 978-3-428-14498-3, S. 289–322.
- Wilhelm v. Flügge – Doppelspiel in Istanbul, in S. Sigler (Hrsg.): Corpsstudenten im Widerstand gegen Hitler. Duncker & Humblot, Berlin 2015, ISBN 978-3-428-14498-3, S. 407–420.
- Ernst Vollert – ein Corpsbruder rettete ihn aus dem Prager Gestapokeller, in: S. Sigler (Hrsg.): Corpsstudenten im Widerstand gegen Hitler. Duncker & Humblot, Berlin 2015, ISBN 978-3-428-14498-3, S. 451–456.
- Das soziale und das korporierte Umfeld der Corpsstudenten im Widerstand, in: S. Sigler (Hrsg.): Corpsstudenten im Widerstand gegen Hitler. Duncker & Humblot, Berlin 2015, ISBN 978-3-428-14498-3, S. 457–484.
- mit Friedrich Korte: Bielefeld und die Grafen von Ravensberg – die Gründungsepoche von 1214 bis 1346. Hans Gieselmann Verlag, Bielefeld 2014. ISBN 978-3-923830-89-3.
- Um der Ehre willen – Korporierte im Netzwerk des Widerstands gegen Hitler, in: S. Sigler (Hrsg.): Die Vorträge der 74. Studentenhistorikertagung Dresden 2014. Akademischer Verlag, München 2015, ISBN 978-3-940732-20-0, S. 209–240.
- Karl-Ludwig Kley (Hrsg.), Sebastian Sigler (Autor): Ludwig von Jacobs – Ein Unternehmerleben im 19. Jahrhundert. Ch.Goetz-Verlag, München 2018. ISBN 978-3-9471400-0-8.
- Konservativer Widerstand gegen Hitler – Wilhelm Roloff und Eduard Brücklmeier. Einst und Jetzt, Bd. 64 (2019), ISBN 978-3-87707-158-8, S. 337–354.
- Antisemitismus-Abwehr oder Begeisterung fürs Couleur? – Gedanken zum Ursprung jüdischer Korporationen, in: S. Sigler (Hrsg.): Die Vorträge der 79. Studentenhistorikertagung Jena 2019. Akademischer Verlag, München 2020, ISBN 978-3-940732-49-1, S. 127–136.
- mit Robert von Lucius: Corps diplomatique. Über viele Jahrzehnte prägten Corpsstudenten die deutsche Außenpolitik. Auch aufgrund gemeinsamer Grundvoraussetzungen: Loyalität, Teamgeist und Trinkfestigkeit. CORPS Deutsche Corpszeitung 123. Jahrgang, Ausgabe 2/2021, S. 40–44.
- Der Turm – ein Symbol der Corpsstudenten?, in: C. Beck (Hrsg.): Die schönsten Corpshäuser – Architektur und Geschichte. Edition CORPS, Bad Kösen 2023, ISBN 978-3-9825254-0-2, S. 20–23.
- Sieben bemerkenswerte Jahre in der Studentengeschichte – der Arbeitskreis der Studentenhistoriker von 2015 bis 2022, in: S. Sigler (Hrsg.): Die Vorträge der 82. Studentenhistorikertagung Würzburg 2022. Akademischer Verlag, München 2023, ISBN 978-3-940732-62-0, S. 7–30.

## Herausgeberschaften
- Freundschaft und Toleranz. 200 Jahre Corps Bavaria zu Landshut und München. Akademischer Verlag, München 2006, ISBN 3-932965-86-8.
- Sich stellen – und bestehen! Festschrift für Klaus Gerstein. Akadpress, Essen 2010, ISBN 978-3-939413-13-4.
- Die Vorträge der 70. Studentenhistorikertagung Berlin 2010. Akadpress, Essen 2012, ISBN 978-3-939413-30-1.
- Die Vorträge der 71. Studentenhistorikertagung Duisburg 2011. Akadpress, Essen 2012, ISBN 978-3-939413-31-8.
- Die Vorträge der 72. Studentenhistorikertagung Freiburg 2012. Akadpress, Essen 2013, ISBN 978-3-939413-32-5.
- Die Vorträge der 73. Studentenhistorikertagung Hannover 2013. Akademischer Verlag, München 2014, ISBN 978-3-940732-16-3.
- Corpsstudenten im Widerstand gegen Hitler. Duncker & Humblot, Berlin 2014, ISBN 978-3-428-14319-1. 2. Auflage Berlin 2015, ISBN 978-3-428-14498-3.
- Die Vorträge der 74. Studentenhistorikertagung Dresden 2014. Akademischer Verlag, München 2015, ISBN 978-3-940732-20-0.
- Die Vorträge der 75. Studentenhistorikertagung Bonn 2015. Akademischer Verlag, München 2017, ISBN 978-3-940732-35-4.
- Die Vorträge der 77. Studentenhistorikertagung Halle an der Saale 2017. Akademischer Verlag, München 2018, ISBN 978-3-940732-38-5.
- Die Vorträge der 78. Studentenhistorikertagung Bonn 2018. Akademischer Verlag, München 2019, ISBN 978-3-940732-40-8.
- Die Vorträge der 79. Studentenhistorikertagung Jena 2019. Akademischer Verlag, München 2020, ISBN 978-3-940732-49-1.
- Die Vorträge der 82. Studentenhistorikertagung Würzburg 2022. Akademischer Verlag, München 2023, ISBN 978-3-940732-62-0.